# Liste der Biografien/Wod
Liste der Biografien |
Portal Biografien |
Personensuche
# |
A |
B |
C |
D |
E |
F |
G |
H |
I |
J |
K |
L |
M |
N |
O |
P |
Q |
R |
S |
T |
U |
V |
W |
X |
Y |
Z |
?
 
Wa |
Wc |
Wd |
We |
Wh |
Wi |
Wj |
Wl |
Wn |
Wo |
Wr |
Ws |
Wt |
Wu |
Ww |
Wy |
Wz
 
Woa |
Wob |
Woc |
Wod |
Woe |
Wof |
Wog |
Woh |
Woi |
Woj |
Wok |
Wol |
Wom |
Won |
Woo |
Wop |
Wor |
Wos |
Wot |
Wou |
Wov |
Wow |
Wox |
Woy |
Woz
Die Liste der Biografien führt alle Personen auf, die in der deutschsprachigen Wikipedia einen Artikel haben. Dieses ist eine Teilliste mit 74 Einträgen von Personen, deren Namen mit den Buchstaben „Wod“ beginnt.

## Wod

### Woda
- Woda, Wiesław (1946–2010), polnischer Politiker, Mitglied des Sejm
- Wodajo, Kifle (1936–2004), äthiopischer Diplomat und Politiker
- Wodajo, Teferi (* 1982), äthiopischer Marathonläufer
- Wodak, Natasha (* 1981), kanadische Langstreckenläuferin
- Wodak, Ruth (* 1950), österreichische SprachwissenschafterinRuth Wodak (* 1950)

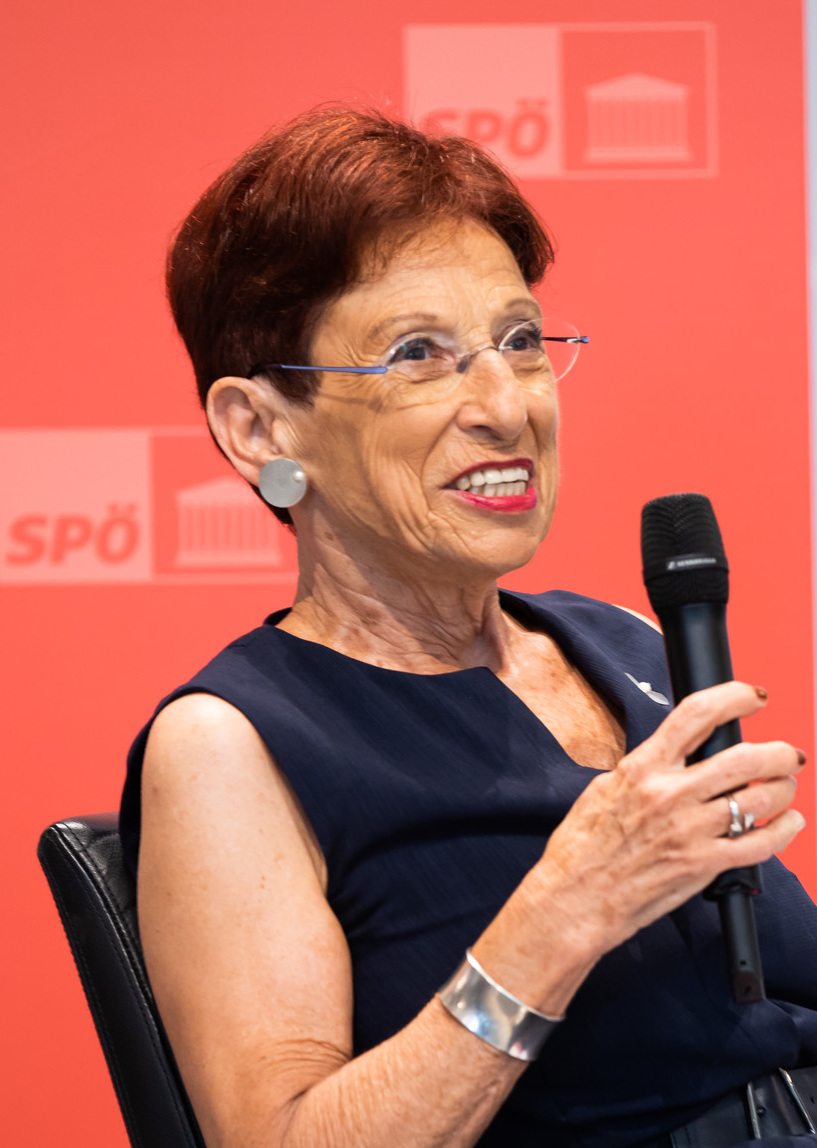
Ruth Wodak (* 1950)

- Wodak, Walter (1908–1974), österreichischer Diplomat
- Wodarczyk, Adam (* 1968), polnischer römisch-katholischer Geistlicher, Weihbischof in Kattowitz
- Wodarg, Wolfgang (* 1947), deutscher Politiker (SPD), MdB
- Wodars, Sigrun (* 1965), deutschen Leichtathletin
- Wodarz, Friedrich-Carl (* 1942), deutscher Politiker (SPD), MdL
- Wodarz, Gerard (1913–1982), polnischer Fußballspieler
- Wodarz, Hans-Peter (* 1948), deutscher Koch, Gastronom und Veranstaltungsmanager
- Wodarz, Johannes (* 1995), deutscher E-Sportler
- Wodarz, Silvius (1930–2018), deutscher Forstbeamter sowie Umwelt- und Naturschützer
- Wodarzik, Norbert (* 1935), deutscher Fußballspieler

### Wodd
- Woddow, Thomas (* 1969), deutscher Ruderer

### Wode
- Wode, Henning (1937–2021), deutscher Anglist
- Wodecki, Zbigniew (1950–2017), polnischer Sänger und Komponist
- Wodeham, Adam (1295–1358), Franz-iskaner, Philosoph und Scholastiker
- Wodehouse, John, 1. Earl of Kimberley (1826–1902), britischer Adliger und Staatsmann
- Wodehouse, John, 3. Earl of Kimberley (1883–1941), britischer Adliger, Politiker (Liberal Party) und Polospieler
- Wodehouse, Josceline (1852–1930), britischer Offizier, Gouverneur von Bermuda
- Wodehouse, P. G. (1881–1975), britisch-amerikanischer SchriftstellerP. G. Wodehouse (1881–1975)

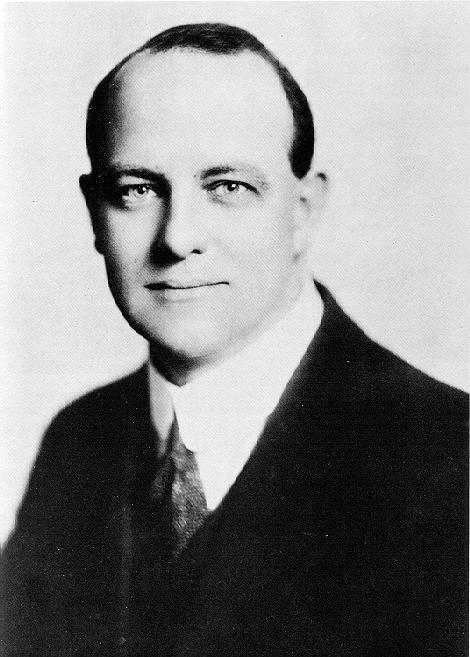
P. G. Wodehouse (1881–1975)

- Woderich, Adolf (1906–1963), deutscher Schriftsteller, Bühnenautor und Mundartdichter
- Wodetzky, Christine (1938–2004), deutsche Schauspielerin
- Wodey, Reiner (* 1953), deutscher Badmintonspieler
- Wodeyar, Jayachamaraja (1919–1974), indischer Herrscher, Maharaja von Mysore

### Wodi
- Wodianka, Stephanie (* 1971), deutsche Romanistin
- Wodianka, Thomas (* 1974), deutscher Schauspieler
- Wodica, Anton (1914–1980), österreichischer Schriftsetzer und Politiker (SPÖ), Abgeordneter zum Nationalrat, Mitglied des Bundesrates
- Wodick, Edmund (1816–1886), deutscher Porträt-, Landschafts- und Historienmaler
- Wodick, Reinhard (* 1936), deutscher Sportmediziner und Hochschullehrer
- Wodiczka, Friedrich, deutscher Richter und Parlamentarier
- Wodiczko, Bohdan (1911–1985), polnischer Dirigent und Musikpädagoge
- Wodiczko, Krzysztof (* 1943), polnisch-kanadisch-US-amerikanischer Multimediakünstler
- Wodié, Francis (1936–2023), ivorischer Politiker
- Wodin, Natascha (* 1945), deutsche Schriftstellerin und Übersetzerin ukrainisch-russischer Abstammung

### Wodj
- Wodjanowa, Natalja Michailowna (* 1982), russisches FotomodellNatalja Michailowna Wodjanowa (* 1982)

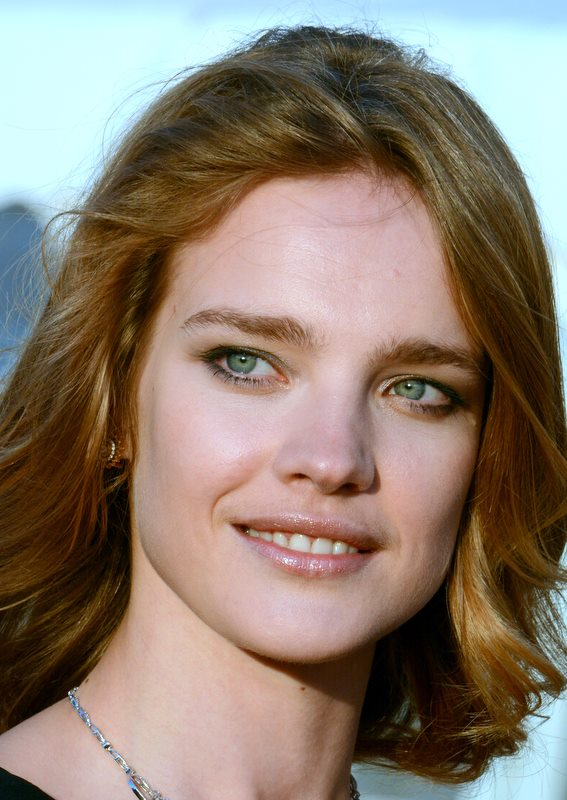
Natalja Michailowna Wodjanowa (* 1982)

### Wodk
- Wodka, Josef (1908–1970), römisch-katholischer Theologe und Kirchenhistoriker
- Wódke, Dariusz (* 1957), polnischer Säbelfechter

### Wodl
- Wödl, Alfred (1934–1941), österreichisches Opfer des Kinder-Euthanasieprogramms des NS-Regimes
- Wödl, Harro (1927–1977), österreichischer Segelflieger und Inhaber mehrerer Streckenrekorde
- Wodley, Bartholomäus (1759–1841), österreichischer Advokat und Gewerke

### Wodn
- Wodnicki, Adam (* 1951), polnischer Pianist und Musikpädagoge
- Wodniok, Rafał (* 1982), deutsch-polnischer Fußballspieler und -trainer

### Wodo
- Wodolaskin, Jewgeni Germanowitsch (* 1964), russischer Literaturwissenschaftler und Autor
- Wodolasowa, Jelena Leonidowna (* 1958), sowjetische Schauspielerin und Sängerin
- Wodopia, Franz-Josef (* 1957), deutscher Wirtschaftswissenschaftler und Arbeitgeberfunktionär
- Wodopjanow, Michail Wassiljewitsch (1899–1980), sowjetischer Pilot
- Wodopjanow, Sergei Wladimirowitsch (* 1987), russischer Boxer
- Wodopjanowa, Tetjana (* 1973), ukrainische Biathletin
- Wodoresowa, Jelena Germanowna (* 1963), russische Eiskunstläuferin und Eiskunstlauftrainerin
- Wodoslawsky, Stefan (* 1952), kanadischer Filmproduzent, Produktionsleiter und Filmschaffender

### Wodr
- Wodraschke, Andreas (* 1969), deutscher Filmeditor und Musiker
- Wodrascka, Christine (* 1957), französische Pianistin
- Wodrazka, Paul Bernhard (* 1977), österreichischer Wirtschaftswissenschaftler und Priester der Kongregation vom Oratorium des heiligen Philipp Neri
- Wodrig, Albert (1883–1972), deutscher Offizier, zuletzt General der Artillerie im Zweiten Weltkrieg
- Wodrig, Carl (1851–1939), deutscher Vizeadmiral der Kaiserlichen Marine

### Wodt
- Wodtke, Albrecht (1901–1983), deutscher Verwaltungsjurist
- Wodtke, Alec (* 1959), US-amerikanischer Chemiker
- Wodtke, Christina (* 1966), US-amerikanische Unternehmerin
- Wodtke, Hans von (1922–2014), deutscher Handballspieler und Trainer

### Wody
- Wody, Karl (1881–1944), österreichischer Politiker (CSP), Landtagsabgeordneter
- Wodyński, Jan (1903–1988), polnischer Maler

### Wodz
- Wodziański, Marian (1901–1983), polnischer Ruderer
- Wodzich, Volker (* 1985), deutscher Taekwondoin
- Wodzicka, Heinz (1930–2022), deutscher Maler und Grafiker
- Wodzicki, Mariusz, polnischer Mathematiker
- Wodzinowski, Wincenty (1866–1940), polnischer Maler und Pädagoge
- Wodzińska, Maria (1819–1896), polnische Verlobte Frédéric ChopinsMaria Wodzińska (1819–1896)

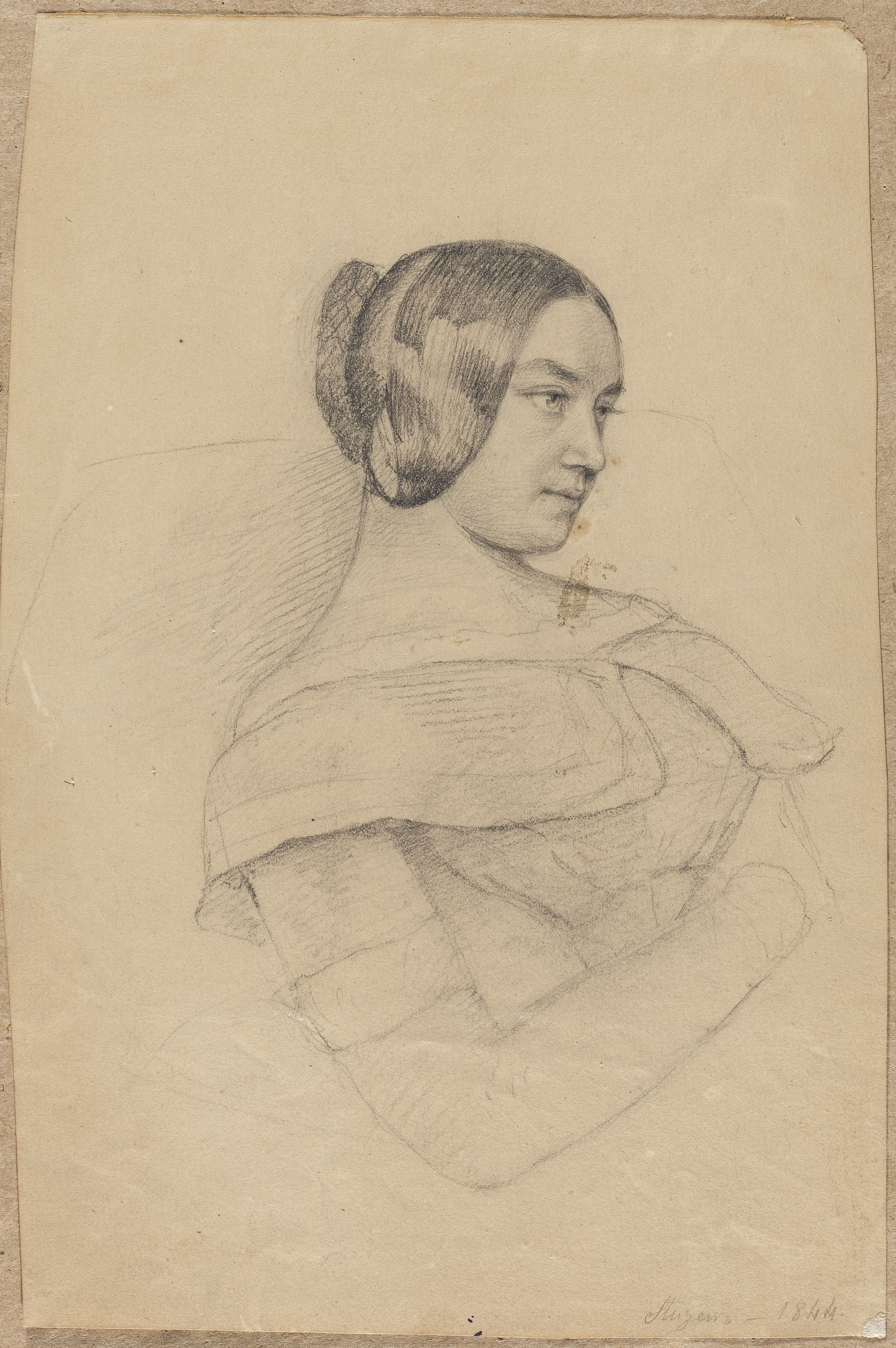
Maria Wodzińska (1819–1896)

- Wodziński, Józef (1859–1918), polnischer Maler
- Wodziński, Marian (1911–1986), polnischer Gerichtsmediziner
- Wodzyński, Leszek (1946–1999), polnischer Hürdenläufer
- Wodzyński, Mirosław (* 1951), polnischer Hürdenläufer